# Samuel Lacey
Samuel Lacey (1787-1859) est un graveur de paysages et de sujets architecturaux britannique.

## Biographie

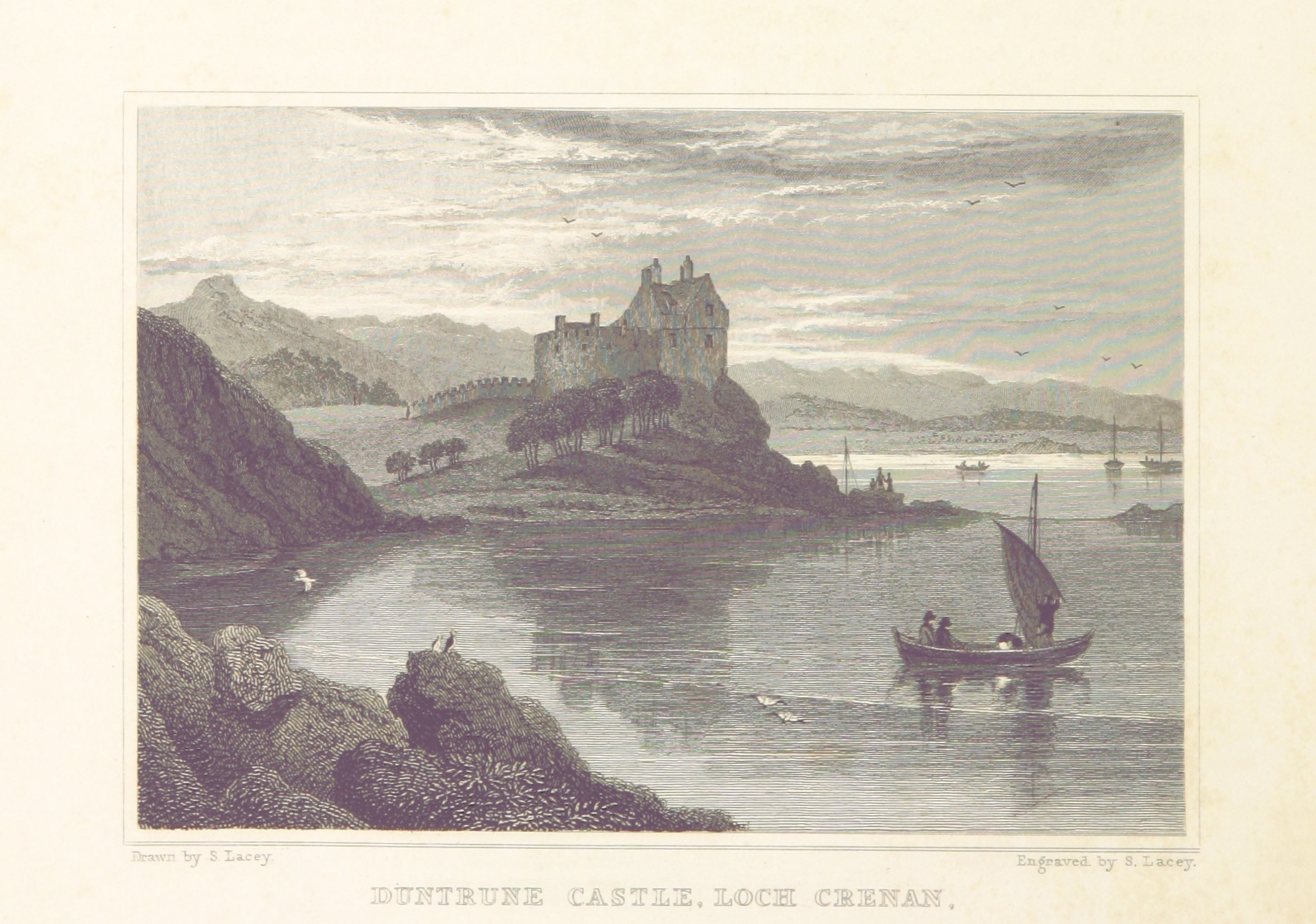
Duntrune Castle, Loch Crenan, gravure de Samuel Lacey d'après Thomas H. Shepherd tirée de Modern Athens! Displayed In A Series Of Views: Or Edinburgh In The Nineteenth Century (Londres, 1829).

On sait peu de choses sur la vie de Samuel Lacey. On sait qu'il est actif à Londres entre 1818 et 1857, où il était installé au 34 Amwell St, Lloyd's Square en 1839.
Il grave à l'eau-forte et au burin des sujets architecturaux ou de paysages pour illustrer divers ouvrages, dont Architectura Ecclesiastica Londini, de Charles Clarke (en) (Londres, 1820), ou des recueils de gravure tels que French scenery, from drawings made in 1819 by Captain Batty of the Grenadier Guards, de Robert Batty (en) (Londres, 1822), Modern Athens! Displayed In A Series Of Views: Or Edinburgh In The Nineteenth Century (Londres, 1829), The People's Gallery of Engravings de George Newenham Wright (en) (Londres, 1844, Fisher's Drawing Room Scrap Book de Letitia Elizabeth Landon (Londres, 1845) et autres.

## Conservation
- Royal Academy[1]
- Musée national des beaux-arts du Québec[2]
- Metropolitan Museum of Art[9]